# Amiga CDTV
O Amiga CDTV (acrônimo para Commodore Dynamic Total Vision) foi um híbrido de computador e console lançado em abril de 1991, sendo o primeiro console da história a ter um leitor de CDs de fábrica.
O console era essencialmente o computador Amiga 500 com leitor de CD-ROM e controle remoto, sendo vendido como uma central multimídia. O teclado, mouse e drive de disquete eram vendidos como opcionais.